# Khovansjtjina
Khovansjtjina (russisk: Хованщина) er en sovjetisk spillefilm fra 1959 af Vera Strojeva.

## Medvirkende
- Aleksej Krivtjenja som Ivan Khovanskij
- Anton Grigorjev som Andrej Khovanskij
- Jevgenij Kibkalo som Fjodor Shaklovityj
- Mark Reizen som Dosifej
- Kira Leonova som Marfa